# Abderrahim Tounsi
Pour les articles homonymes, voir Tounsi.
Abderrahim Tounsi, alias Abderraouf, né à Casablanca (Maroc) le 27 décembre 1936 et mort le 2 janvier 2023 dans la même ville, est un humoriste marocain.
Orphelin casablancais qui avait été emprisonné par les autorités coloniales, il a découvert sa passion pour le théâtre en détention. Grâce à la télévision, il a réussi là où beaucoup d'autres ont échoué, avec son personnage à la fois burlesque et idiot.
Abderraouf est devenu synonyme de ridicule dans le langage populaire marocain. Ce personnage, créé dans les années 1960, est inspiré d'un camarade de classe, véritable incarnation de la sottise.